# Nadezjda Kroepskaja

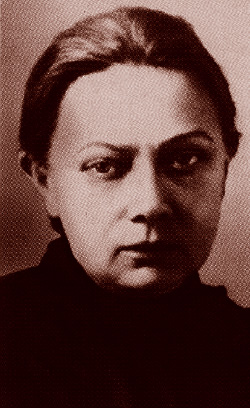
Nadezjda Kroepskaja

Nadezjda Konstantinovna 'Nadja' Kroepskaja (Russisch: Наде́жда Константи́новна Кру́пская) (Sint-Petersburg, 26 februari [O.S. 14 februari] 1869 - Moskou, 27 februari 1939) was een Russisch marxistisch revolutionair en Lenins vrouw.

## Levensgeschiedenis
Ze werd geboren in de bovenklasse, maar ondertussen verarmde haar familie. Haar vader was een Russische officier, een edelman van het Russische rijk. Nadja's vader, Konstantin Ignatjevitsj Kroepski, werd wees in 1847 op negenjarige leeftijd. Hij werd opgeleid als infanterie-officier in het Russische leger. Vlak voor zijn vertrek naar zijn opdracht in Polen trouwde hij met Nadja's moeder. Na zes jaar dienst, geraakte Kroepski uit de gratie bij zijn leidinggevenden en werd hij beschuldigd van "on-Russische activiteiten." Hij werd verdacht van betrokkenheid bij revolutionairen. Na die tijd werkte hij in fabrieken of overal waar hij maar werk kon vinden.
Haar moeder, Elizaveta Vasiljevna Tistrova was de dochter van landloze Russische edelen. Elizaveta's ouders stierven toen ze nog jong was en ze werd ingeschreven op de Bestoezjev Cursussen, op dat moment het hoogste formele onderwijs voor vrouwen in Rusland. Na het behalen van haar diploma ging Elizaveta aan de slag als gouvernante voor adellijke families tot ze trouwde met Kroepski.
Met ouders die goed opgeleid waren en van aristocratische afkomst, en de combinatie met de eerste-handervaringen met de lagere klasse, hebben waarschijnlijk mee geleid tot de vorming van veel van Nadja's ideologieën. "Vanaf haar kindertijd werd Kroepskaja geïnspireerd met de geest van protest tegen het lelijke leven om haar heen."
Een van Nadja's vrienden van het Gymnasium, Ariadne Tyrkova, beschreef Kroepskaja als "een lang, stil meisje, dat niet flirtte met de jongens, bewoog en dacht met overleg, en had toen reeds sterk gevormde overtuigingen... Ze was een van degenen die voor eeuwig zijn toegewijd, nadat ze zijn bezeten door hun gedachten en gevoelens...". Nadja bezocht kort twee verschillende scholen voor voortgezet onderwijs totdat ze voor haar de perfecte school vond in het Prins AA Obelensky Gymnasium, "een private middelbare school met aanzien voor meisjes” in Sint-Petersburg." Dit onderwijs was waarschijnlijk liberaler dan de meeste andere gymnasia, omdat een deel van het personeel voormalige revolutionairen waren.

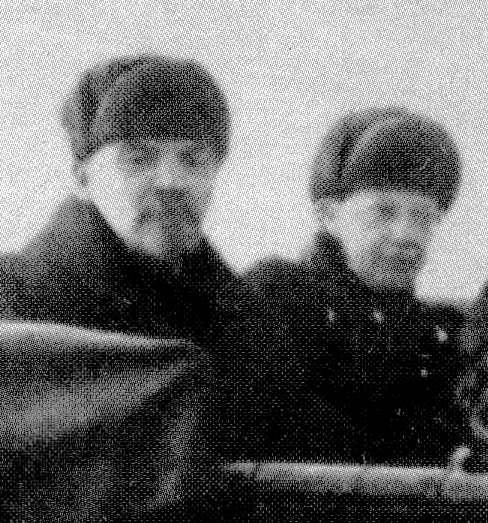
Kroepskaya met haar echtgenoot Vladimir Lenin, 1919

Na de dood van haar vader, gaven Kroepskaja en haar moeder les als een bron van inkomsten. Kroepskaja had van jongs af aan al belangstelling getoond voor het onderwijs. Ze was vooral geïnteresseerd in Tolstojs theorieën over onderwijs, die eerder flexibel dan gestructureerd waren. Ze richtten zich op de persoonlijke ontwikkeling van elke individuele student en waren ook gericht op het belang van de leraar-leerling relatie.
Dit leidde Kroepskaja ertoe veel van Tolstojs werken te bestuderen, met inbegrip van zijn theorieën over reformatie. Het waren rustige, gezagsgetrouwe ideologieën, die gericht waren om mensen zich te laten onthouden van onnodige luxe en eerder zelfstandig je huis te onderhouden in plaats van iemand anders in te huren enz. Tolstoj had een blijvende indruk op Kroepskaja, omdat men zei dat ze "een speciale minachting voor stijlvolle kleding en comfort had." Ze was altijd bescheiden in haar kleding, net als haar meubels in haar huis en kantoor.
Als een toegewijde, levenslange student, begon Kroepskaja deel te nemen aan verschillende studiegroepen. Deze groepen kwamen bij elkaar om te studeren en bepaalde onderwerpen te bespreken in het belang van alle betrokkenen. Het was later, in een van deze groepen, dat Kroepskaja het eerst werd geïntroduceerd op de theorieën van Marx. Dat wekte haar interesse als een mogelijke manier om het leven te verbeteren voor haar volk. Kroepskaja begon een diepgaande studie van het onderwerp. Dit was moeilijk omdat die boeken verboden waren door de Russische overheid. Bijgevolg hadden revolutionairen dergelijke boeken verzameld en ze in ondergrondse bibliotheken gehouden.
Lenin, toen nog Vladimir Iljitsj Oeljanov, ontmoet de jonge revolutionaire, in 1894 in St. Petersburg. In februari 1897 wordt Lenin echter verbannen naar het Siberische dorp Sjoesjenskoje, gelegen in het district Minoesinsk (momenteel het gebied Krasnojarsk). Een jaar later krijgt Lenin daar gezelschap van Kroepskaja. Zij werd namelijk als lid van de Strijdbond voor de Bevrijding van de Arbeidersklasse in St-Petersburg, gearresteerd. Ze heeft toestemming gekregen om haar straf uit te zitten bij haar verloofde in Sjoesjenskoje. In 1898 trouwt ze daar met Lenin.
Kroepskaja leed waarschijnlijk aan de ziekte van Graves-Basedow, een aandoening van de schildklier die ervoor zorgt dat de ogen naar buiten bollen en de hals soms wat opzwelt. Ook heeft dit invloed op de menstruatiecyclus van een vrouw. Dit heeft er waarschijnlijk voor gezorgd dat zij nooit kinderen kreeg.
Volgend op hun ballingschap in Siberië, leefde het echtpaar achtereenvolgens in Londen en Zwitserland. Na de Revolutie van 1905 keerden ze terug naar Rusland maar toen in 1907 de reactionaire conservatieven de macht grepen, gingen ze terug naar Zwitserland en woonden daar aan de Spiegelgasse 14 te Zürich. Na de Februarirevolutie in 1917, in Rusland, vertrekt het echtpaar Oeljanov opnieuw, samen met een dertigtal andere Russische ballingen per trein richting Rusland. Dit was mogelijk dankzij de Duitse toestemming om Duitsland (toen in oorlog met Rusland) eenmalig te doorkruisen. Nadien reisden ze door Zweden en Finland om ten slotte op 3 april in Petrograd (zoals Sint-Petersburg toen genoemd werd) uit te stappen op het Finlandstation.
Hoewel Kroepskaja het er niet mee eens was, werd Lenin na zijn dood (op 21 januari 1924) gebalsemd en permanent tentoongesteld in een mausoleum op het Rode Plein in Moskou.
Nadezjda Kroepskaja overleed in 1939. Ze ligt begraven in de muur van het Kremlin achter het mausoleum waarin Lenin begraven ligt.
Als eerbetoon aan Kroepskaja staat er in Sint-Petersburg een borstbeeld van haar (zie externe links).

## Politiek leven
Vanaf de oprichting speelde ze een belangrijke rol in de partij van de bolsjewieken, die later uitgroeide tot de Communistische Partij van de Sovjet-Unie. Vanwege haar uiterlijk kreeg ze de codenaam Vis in de Partij.
Na de Russische Revolutie werd ze de plaatsvervanger van Anatoli Loenatsjarski, de Volkscommissaris voor onderwijs.
Kroepskaja slaagde er in 1926 in om de censuurlijst van de Sovjet-Unie uit te breiden met minstens honderd boeken, waaronder het werk van Dostojevski, de koran en de bijbel. Daarnaast had ze nog de hand in het sluiten van het theater van de regisseur Vsevolod Meyerhold, ze noemde het een gekkenhuis.
Na de dood van Lenin kon Kroepskaja niet voorkomen dat Stalin aan de macht kwam, waarna ze geïsoleerd raakte binnen de Partij.